# Qarmas
Qarmas (tiếng Ả Rập: قرمص, cũng đánh vần Qurmus) là một ngôi làng ở miền bắc Syria, một phần hành chính của Tỉnh Hama, nằm ở phía tây Hama. Các địa phương lân cận bao gồm Aqrab ở phía bắc, Tell Dahab ở phía đông, Kafr Laha ở phía đông nam, al-Taybah al-Gharbiyah ở phía nam, Maryamin ở phía tây nam, Awj và Kafr Kamrah ở phía tây và Baarin ở phía tây bắc. Theo Cục Thống kê Trung ương Syria, Mahrusah có dân số 5.331 trong cuộc điều tra dân số năm 2004. Cư dân của nó chủ yếu là Alawites.